# Зотікіанткарі
Зотікіанткарі (груз. ზოტიკიანთკარი) — село в Грузії.
За даними перепису населення 2014 року в селі проживає 62 осіб.